# Аерократія
Аерокра́тія (від грец. άέρος — повітря; κράτος — сила, влада) — силовий компонент стратегії опанування та використання повітряного простору з метою геополітичної експансії. Термін запропонований К. Шміттом, який вважав, що технічний процес освоєння повітря здійснюється у бік «розрідження» середовища («Моря»), супроводжується відповідними культурними й цивілізаційними процесами.

## Особливості
Італійський військовий теоретик, автор концепції тотальної повітряної війни Дж. Дуе висловлював думку, що той, хто панує у повітрі та має відповідні наступальні сили, з одного боку, охороняє всю свою територію від ворожих повітряних нападів, а з іншого — може вчиняти проти ворога наступальні дії руйнівного масштабу, яким противник не в змозі протидіяти.
З революцією у галузі транспорту й комунікацій почалося суперництво між наддержавами в авіакосмічній сфері. Авіація стала ефективним засобом подолання природних географічних перешкод, але водночас саме з повітряною зброєю пов’язані найжахливіші жертви та руйнування (Герніка, 1937; Дрезден, Хіросіма та Нагасакі, 1945; В’єтнам, 1972; Ірак, 1991; Сирія, 2015 та ін.).